# Usjatski Rajon
Usjatski Rajon (vitryska: Ушацкі Раён, ryska: Ушатский район) är ett distrikt i Vitryssland.   Det ligger i voblasten Vitsebsks voblast, i den norra delen av landet, 150 km norr om huvudstaden Horad Mіnsk.
Följande samhällen finns i Usjatski Rajon:
- Usjatjy